# تلف الحمض النووي

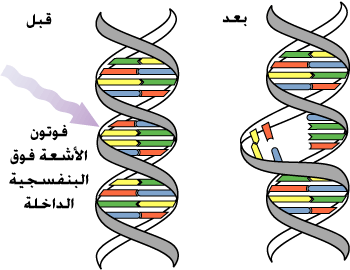
تأثير الفوتون فوق البنفسجي على تركيب الحمض النووي والتلف الناتج.

تلف الحمض النووي (بالإنجليزية: DNA damage)‏ يختلف بشكل واضح عن مفهوم الطفرة، رغم أن كلاهما نوع من أنواع الخطأ في الحمض النووي. إن تلف الحمض النووي عبارة عن وجود خلل وتغيير في التركيب الكيميائي.
للحمض النووي كانكسار جزء من الحمض أو فقد أحد القواعد النتيتروجينية أو تغيرالتركيب الكيميائي للقاعدة نفسها، بينما الطفرة عبارة عن تغيير في ترتيب أزواج القواعد القياسية. إن تلف الحمض النووي يسبب تغيير في تركيب المادة الوراثية ويمنع حدوث آلية التضاعف من أن تٌؤدَىَ بشكل صحيح.
كُلّ من تلف الحمض النووي والطفرة له نتائج بيولوجية مختلفة. في حين أن معظم التلف أو الضرر الحادث في الحمض النووي يمكن إخضاعهُ للإصلاح، ولكن أيضا ليس بنسبة مئة بالمئة. بينما الأجزاء التي لا يمكن إصلاحها تتراكم في الخلايا الغير قابلة للتضاعف ك الخلايا الموجودة بالدماغ أو الموجودة في عضلات الثديات البالغة والتي تؤدي إلى حدوث الشيخوخة.
في الخلاية المتضاعفة كالخلايا المبطنة للقولون، تحدث أضرار نتيجة لتكرار الأجزاء التالفة من قبل على الشريط القياسي للحمض النووي أو أثناء إصلاح بعض الأضرار الأخرى. هذه الأخطاء يمكنها أن تؤدي إلى حدوث طفرات أو تغيير في التخلق المتعاقب. كل من هذين النوعين من التغييرات يمكنها التكرار والانتقال إلى اجيال الخلايا اللاحقة. هذه التغييرات يمكنها تغيير وظيفة الجين أو التنظيم الخاص بتعبير الجين ومن المحتمل أن تساهم في حدوث السرطان.
طوال دورة الخلية يوجد نقاط مراقبة مختلفة للتأكد من أن الخلية في حالة جيدة وتتقدم إلى الانقسام الميتوزى. إن نقاط المراقبة الرئيسية الثلاث هما G1/s, G2/mوعند نقطة تجميع المغزل التي تنظم التقدم في طور الصعود في الانقسام الخلوي. في نقاط المراقبة G1 and G2 (طورا النمو الأول والثاني) يحدث فحص لأجزاء الحمض النووي المتضررة ، أما اثناء المرحلة S فإن الخلية تكون أكثر عرضة لتلف الحمض النووي من أي جزء اخر خلال دورة الخلية.
إن تلف الحمض النووي يمكن أن يحدث بصورة طبيعية وأيضا يمكن أن ينتج عن عوامل ومؤثرات بيئية ز تعد الاستجابة لضرر الحمض النووي إشارة حس معقدة لأنه من خلالها يتم معرفة متى يحدث تلف بالحمض النووي (الدنا) وتبدأ الخلية في الاستجابة لهذا الضرر.

## الأنواع
إن تلف الحمض النووي الذي يحدث بشكل طبيعي يمكن أن ينتج عن عمليتي الأيض والتحلل المائي. فعملية الأيض تنتج مركبات تقوم بتدمير الحمض النووي مثل مجموعات الأكسيجين والنيتروجين والكاربونيل النشطة ومنتجات بيروكسيد الدهون، وعوامل الألكلة، وغيرها، أما عملية التحلل المائي فهي تقوم بشق وتكسير الروابط الكيمائية بالحمض النووي. تنشأ أضرار الحمض النووي المؤكسدة والتي تحدث بشكل طبيعي على الاقل 10000مرة يوميا لكل خلية خلال اليوم لدى البشر و50000 مرة أو أكثر يوميا لكل خلية في حالة الفئران.
إن تدمرالحمض النووي المؤكسد يمكنه أن ينتج أكثر من 20 نوع من القواعد المتغيرة  بالإضافة إلى شرائط أحادية منكسرة.
يمكن أن يتضرر الحمض النووي ويتلف نتيجة لعوامل بيئة أيضا مثل الأشعة الفوق بنفسجية والإشعاع النووي والمواد الكيميائية السامة. ويمكن أن تتوقف عملية التضاعف الخاصة بالحمض النووي بسبب تلفة كمان أن تكسير الشرائط القياسية الخاصة به نوع من أنواع الضرر.

### معدل تكرار التلف
وتوضح القائمة التي بالاسفل بعض من معدلات تكرار تلف الحمض النووي الذي يحدث بصورة طبيعية بسبب العمليات الخلوية الداخلية خلال اليوم.

### الأضرار التاكسدية
- البشر (لكل خلية في اليوم الواحد)
- 10,000
- 11,500
- 2,800

#### الفئران (لكل خلية ف اليوم)
- 74,000
- 86,000
- 100,000

### معدل حالات الثبات والإستقرار في الحمض
معدل حالات ثبات تلف الحمض النووي يعبرعن التوازن بين حدوث الضرر وإصلاح هذا الضرر. وتم التعرف على أكثر من 100 نوع من حالات تلف الحمض النووي نتيجة لعملية التاكسد، كما يمثل 8-oxodG حوالى 5% من الحالات الثابتة لتلف الحمض النووي بالتأكسد. وتشير التقديرات إلى أنه كان هناك حوالي 24000 حالة من الحمض النووي المؤكسد المتراكم لكل خلية في الجرذان الصغيرة و 66000 لكل خلية في الفئران الكبيرة. هذا يعكس زيادة تراكم وتلف الحمض النووي مع التقدم في السن، وهذا بدوره يوضح دور تلف وضرر الحمض النووي وعلاقتة بالشيخوخة.
قام بعض العلماء بقياس متوسك كمية مختارة من الحالة الثابتة لتلف الحمض النووي في خلايا الثدييات. وكان أكثر سبع أضرار منتشرة تم التعرف عليها هي الموضحة بالجدول التالي.
| الافات الداخلية              | عددها بالنسبة لكل خلية |
| ---------------------------- | ---------------------- |
| المواقع الأساسية             | 30,000                 |
| الجوانين                     | 3,000                  |
| هيدروكسى جوانين              | 2,400                  |
| اُوكسوإيثيل جوانين            | 1,500                  |
| فورمالدهيد                   | 960                    |
| اكرولين دى اوكسى جوانين      | 120                    |
| مالوندالدهيد دى اوكسى جوانين | 60                     |

## إصلاح التلف في الحمض النووي
في حالة وجود تلف بالحمض النووي فإن الخلية إما تقوم بإصلاحة أو يتم تحفيزها إلى الموت المبرمج لأن التلف غالبا يكون في أقصى مراحلهُ ولا يمكن إصلاحه.

### أنواع إصلاح أضرار الحمض النووي
يوضح هذا الجدول السبعة أنواع الرئيسية لإصلاح عيوب الحمض النووي والطرق السلمية المتعبة في الإصلاح والآفات التي يتم اصلاحها.
| طريقة الإصلاح             | الضرر (التلف) | الدقة               | مراجع                |
| ------------------------- | --- | ------------------- | -------------------- |
| إصلاح الاستئصال القاعدى   | ويتم فيها إصلاح الأضرار الناتجة من الأكسدة ونزع الامين والكسور في شرائط القواعد الأُحادية                                                 | دقيقة               | [ 14 ] [ 15 ]        |
| ترميم استئصال النوكليوتيد | اضرار ذاتية المنشأ مؤكسدة مثل السيكلوبورين، وثنائيات الثيمرات الناتجة عن أشعة الشمس (ثنائي سيكلوبوتين وبيريميدين (6-4) فوتريودرات ضوئية) |                     | [ 16 ] [ 17 ] [ 18 ] |
| اصلاح التهجين المتجانس    | ينكسر زوج الشرائط في منتصف مرحلة -S phase or mid-G2 phase في دورة حياة الخلية                                                            | دقيقة               | [ 19 ]               |
| الاطراف الغير متجانسة     | ينكسر زوج الشرائط الخاص بالحمض ذا كانت الخلية في طور ال                                                                                  | إلى حد ما غير دقيقة | [ 19 ]               |
| إنضمام نهاية الأطراف      | ينكسر الشريط المزدوج في حالة S phase ف دورة الخلية                                                                                       | دائما غير دقيقة     | [ 19 ]               |
| ترميم الدنا غير المتطابق  | عدم التطابق في الاستبدال وعدم التطابق بين الحذف والإدراج أثناء تكرار الحمض النووي                                                        | دقيقة               | [ 20 ]               |
| الإنعكاس المباشر          | يتم عكس 6-O-methylguanine إلى جوانين من قبل MGMT ، يتم التخلص من بعض قواعد الميثيل الأخرى بواسطة AlkB                                    | دقيقة               | [ 21 ]               |
| انتقال مسببات الضرر       | عملية تحمل ضرر الحمض النووي التي تسمح لآلات النسخ المتماثل للحامض النووي لتكرار عيوب الحمض النووي الماضية                                | ربما يكون غير دقيق  | [ 22 ]               |

خطورة الحصول

## تلف الحمض النووي وعلاقتة بالشيخوخة والسرطان
إن زيادة وجود تلف في الحمض النووي الذي يحدث طبيعيا وبصورة متكررة نتيجة لقصور وراثية وخلل في جينات إصلاح عيوب الحمض يؤدى إلى الشيخوخة المبكرة ويزيد نسبة الإصابة بالسرطان. ولذلك فإن إمكانية تحفيز الخلية على الموت المبرمج في حالة تراكم عيوب الحمض النووي والتخلص منها هو امر مفيد جدا لتجنب الإصابة بالسرطان.

## لماذا يشكل تلف الحمض النووي (DNA) مشكلة كبيرة في الحياة
توضح المؤشرات أن تلف الحمض النووي وعيوبة من أكبر مشكلات الحياة لأن عملية اصلاحة صعبة ويحدث تضاعف للاجزاء التالفة ويتم نسخها، كما اتضح أن اكتشاف عميلة الإصلاح هذه موجودة في معظم الكائنات الحية، فعلى سبيل المثال البكتريا فهناك شبكة منظمة تهدف إلى إصلاح عيوب الحمض النووي (تُدعى استجابة SOS في بكتريا ايشريشيا كولاى) ووُجِدت في أنواع عدية من بكتريا الكولاى، حيث أن ال E. coli RecA عبارة عن إنزيم في مسار استجابة الٍ SOS لأنه عضو محدد من مجموعة واسعة الانتشار لبروتينات هامة في تحديد تغير الحمض النووي وإعادة الجينات المتشابه حيث يعمل على الحفاظ على سلامة الجينوم بإصلاح الحمض النووي المنكسر
بالإضافة إلى أن هناك مؤشر آخر على أن الأضرار الناجمة عن الحمض النووي هي مشكلة رئيسية للحياة هي أن الخلايا تقوم باستثمارات كبيرة في عمليات إصلاح الحمض النووي. وأضحت بعض الدراسات أن إصلاح واحد فقط لكسر شريط مزدوج يمكن أن يتطلب أكثر من 10,000 جزيء ATP .

## عواقب تلف الحمض النووي
بعض من الخلايا الجسدية لا يحدث لها آلية التضاعف والبعض نادرا ما يقوم بالتضاعف أو لا تتضاعف نهائيا هذه الخلايا تكون مثل خلايا الدماغ «النيرون» وبعض خلايا العضلات فعند حدوث تلف أو عيب في الحمض النووي لهذه الخلايا فإنه يتراكم ورغم أن هذا التراكم لا ينتج عنه سرطان إلا أنه يؤدي إلى الشيخوخة. بالإضافة إلى أن أي ضرر أو انكسار في شريط الحمض النووي في هذا النوع من الخلايا الغير متضاعفة ينتج عنه ال RNA وهو عبارة عن شريط مفرد من الدنا مسؤل عن خلق البروتين مما يؤدي إلى أضرار في عملية التخليق هذه والتي بدورها ينتج عنها عيوب بالإنزيمات تؤدي إلى أضرار بالعمليات الحيوية داخل الجسم ولك أن تتخيل كل هذا !.
كما أوضح بعض العلماء إلى أنه مع تقدم العمر تتراكم أشرطة الحمض النووي المنفردة في الخلية (كخلايا الدماغ). وهذا التراكم ينتج عنه منع ترجمة الجين وبالتالي يعوق تكوين البروتين، فكما ذكر بعض العلماء أنه كلما تقدم العمر كلما قلت عملية ترجمة الجينات فعدد الجينات الخاصة بصفة ما في عمر العشرين أكثر من عمر السبعين والحال نفسة في الفئران (تم تحديد أربعين نوع من البروتينات والكشف غنعم في كل من الفئران الصغيرة في السن والكبيرة وجد أنها تقل بزيادة العمر).